# Said Murad Khan Zand
Said Murad Khan Zand fou un xa de la dinastia Zand de Pèrsia, nebot d'Ali Murad Khan Zand i successor de Jafar Khan Zand.
A la mort de Jafar Khan Zand el 23 de gener de 1789, en un cop d'estat dirigit per Said Murad Khan Zand, aquest va agafar el poder. Luft Ali Khan, el fill gran i hereu va fugir a Bushire on va rebre el suport del governador local xeic Nasir, amb el suport del qual va avançar cap a Siraz on l'ajut d'una cinquena columna a l'interior que li era fidel, dirigida pel kalantar Hadjdji Ibrahim, li va permetre ocupar la ciutat i derrotar els colpistes assolint el tron. Va deixar un fill i diverses filles. La data de la mort no es coneix.